# مشيران
مشيران هي قرية في مقاطعة مشكين شهر، إيران. يقدر عدد سكانها بـ 815 نسمة بحسب إحصاء 2016.